# Ärztekammer Berlin
Die Ärztekammer Berlin ist die Ärztekammer für das Bundesland Berlin. Sie vertritt als berufsständische Organisation die Belange von ca. 35.700 Ärzten in Berlin.

## Aufgaben
Die Ärztekammer Berlin ist die Berufsvertretung aller rund 35.700 Berliner Ärzte. Ihre Aufgaben ergeben sich aus Berliner Heilberufekammergesetz vom 2. November 2018.
Zu den Aufgaben gehören im Wesentlichen: Ärztliche Weiterbildung, Ärztliche Fortbildung, Qualitätssicherung, Berufsrechtliche Aufsicht und Beratung, Aus- und Weiterbildung von Medizinischen Fachangestellten, Berufs- und Gesundheitspolitik, Ethik-Kommission, Lebendspendekommission.

## Organisation
Geführt wird die Ärztekammer Berlin von zwei gewählten Organen:
- Delegiertenversammlung (46 Mitglieder)
- Vorstand (Präsident, Vizepräsident, 9 weitere Vorstandsmitglieder)

Zur Unterstützung ihrer Arbeit stehen dem Vorstand und der Delegiertenversammlung Ausschüsse, Arbeitskreise und Beauftragte zur Seite. Hinzu kommen Kommissionen zu speziellen Themen: die Ethik-Kommission und die Lebendspendekommission. Bei der Erfüllung ihrer Aufgaben werden die ehrenamtlichen Mitglieder des Vorstandes, der Delegiertenversammlung und der verschiedenen Gremien von den hauptamtlichen Mitarbeitenden unterstützt.
Die Ärztekammer Berlin hat den Status einer Körperschaft des öffentlichen Rechts (KdöR). Das heißt, sie übernimmt staatliche Aufgaben in Selbstverwaltung. Aufsichtsbehörde ist die Senatsverwaltung für Wissenschaft, Gesundheit und Pflege.
Das berufsständische Versorgungswerk und die Pflicht-Rentenversicherung für alle Mitglieder der Ärztekammer Berlin ist die Berliner Ärzteversorgung (BÄV). Satzungsgebendes Organ der Berliner Ärzteversorgung ist die Vertreterversammlung. Sie besteht aus zwölf Mitgliedern, die der Versorgungseinrichtung und der Delegiertenversammlung der Ärztekammer Berlin angehören müssen.

## Geschichte
Die Ärztekammer Berlin besteht in ihrer heutigen Form seit 1963.
Die Kammer hat eine lange Vorgeschichte. Durch königliche Verordnung wurde 1887 die Ärztekammer für die Provinz Brandenburg und die Stadtgemeinde Berlin gegründet. Diese beschränkte ihre Tätigkeit zunächst auf interkollegialen Austausch und Beratung von Ärzten in Fragen der Berufsausübung sowie des allgemeinen Gesundheitswesens. Im Auftrag der preußischen Regierung wurde eine ärztliche Standesordnung erstellt. Ab 1900 erhielt die Ärztekammer die Erlaubnis, zu ihrer Finanzierung Beiträge zu erheben. Gleichzeitig wurde eine Berufsgerichtsbarkeit bei Verstößen gegen das Standesrecht eingeführt. 1926 wurden die preußischen Ärztekammern in Körperschaften des öffentlichen Rechts umgewandelt. Die Mitgliedschaft wurde für Ärzte verpflichtend.
Durch die Gleichschaltung der Ärztekammern in der Reichsärztekammer 1936 wurde die Ärztekammer für die Provinz Brandenburg und die Stadtgemeinde Berlin aufgelöst. Nach dem Zweiten Weltkrieg erfolgte die Neugründung aufgrund des Sonderstatus von Berlin verhältnismäßig spät. Während in Westdeutschland die Landesärztekammern noch während der 1940er Jahre neu gegründet wurden, trat in West-Berlin ein entsprechendes Gesetz erst 1961 in Kraft. Am 12. Dezember 1962 wurde die erste Delegiertenversammlung und am 7. Februar 1963 der erste Vorstand der Ärztekammer Berlin gewählt. Nach der Wiedervereinigung am 3. Oktober 1990 wurden die Ärzte aus dem Ostteil Berlins in die Ärztekammer Berlin aufgenommen.
Seit dem 18. Februar 2021 ist der Internist  Peter Bobbert Präsident der Ärztekammer Berlin, nachdem der vorherige Präsident Günther Jonitz vorzeitig vom Amt zurückgetreten war. Am 24. Januar 2024 wurde Bobbert als Präsident wiedergewählt. Vizepräsident der Ärztekammer Berlin ist seit dem 16. September 2020 Matthias Bloechle. Auch er wurde am 24. Januar 2024 in seinem Amt bestätigt.

### Chronologie der Präsidenten der Ärztekammer Berlin
| Zeitraum     | Präsidenten der Ärztekammer Berlin |
| ------------ | ---------------------------------- |
| 1963–1967    | Hermann Meins                      |
| 1967–1971    | Alexander Hasenclever              |
| 1971–1975    | Wolfgang Schmidt                   |
| 1975–1983    | Wilhelm Heim                       |
| 1983–1987    | Peter Krein                        |
| 1987–1999    | Ellis Huber                        |
| 1999–2021    | Günther Jonitz                     |
| 2021 – heute | Peter Bobbert                      |

## Publikationen
Die Berliner Ärztekammer gibt sechs Mal im Jahr die Mitgliederzeitschrift Berliner Ärzt:innen heraus. Seit Januar 2023 wird die Mitgliederzeitschrift flankiert vom Online-Magazin der Berliner Ärzt:innen.